# Марценюк Сергій Михайлович
Сергій Михайлович Марценюк — український військовослужбовець, полковник Збройних сил України, учасник російсько-української війни. Лицар ордена Богдана Хмельницького трьох ступенів.

## Життєпис
Народився в Вінницькій області. В 2004 році закінчив Сумський військовий інститут ракетних військ та артилерії . 
Від 2014 року виконував бойові завдання у зоні проведення АТО/ООС, де отримав поранення. Після реабілітації повернувся до виконання бойових завдань .
Станом на 2020 рік заступник командира, від 2022 — командир 26-ї окремої артилерійської бригади. Під його керівництвом бригада однією з перших серед артилерійських бригад була нагороджена почесною відзнакою "За мужність та відвагу" .
В листопаді 2023 призначений головним військкомом Вінничини .

## Нагороди
- орден Богдана Хмельницького I ступеня (27 травня 2022) — за особисту мужність і самовіддані дії, виявлені у захисті державного суверенітету та територіальної цілісності України, вірність військовій присязі[3]
- орден Богдана Хмельницького II ступеня (9 квітня 2022) — за особисту мужність і самовіддані дії, виявлені у захисті державного суверенітету та територіальної цілісності України, вірність військовій присязі[4].
- орден Богдана Хмельницького III ступеня (10 березня 2017) — за особисту мужність, виявлену у захисті державного суверенітету та територіальної цілісності України, самовіддане виконання військового обов’язку[5].